# Municipio de Long Creek (condado de Searcy)
El municipio de Long Creek (en inglés: Long Creek Township) es un municipio ubicado en el condado de Searcy en el estado estadounidense de Arkansas. En el año 2010 tenía una población de 474 habitantes y una densidad poblacional de 4,13 personas por km².

## Geografía
El municipio de Long Creek se encuentra ubicado en las coordenadas 35°55′23″N 92°29′16″O / 35.92306, -92.48778. Según la Oficina del Censo de los Estados Unidos, el municipio tiene una superficie total de 114.68 km², de la cual 114,53 km² corresponden a tierra firme y (0,14 %) 0,16 km² es agua.

## Demografía
Según el censo de 2010, había 474 personas residiendo en el municipio de Long Creek. La densidad de población era de 4,13 hab./km². De los 474 habitantes, el municipio de Long Creek estaba compuesto por el 98,31 % blancos, el 1,05 % eran amerindios, el 0,42 % eran asiáticos y el 0,21 % eran de una mezcla de razas. Del total de la población el 0 % eran hispanos o latinos de cualquier raza.